# Csanád Gémesi
Csanád Gémesi (maďarsky Gémesi Csanád; * 13. listopadu 1986, Gödöllő) je maďarský sportovní šermíř, který se specializuje na šerm šavlí. 

## Biografie
Maďarsko reprezentuje od roku 2013. V roce 2014 obsadil třetí místo na mistrovství Evropy v soutěži jednotlivců. S maďarským družstvem šavlistů vybojoval v roce 2014 třetí místo na mistrovství světa a v roce 2013 druhé místo na mistrovství Evropy.
Na Letních olympijských hrách 2020 získal s maďarským družstvem bronzovou medaili. V roce 2023 byl členem vítězného družstva na mistrovství světa v šermu. Získal dvakrát titul mistra Evropy v týmové soutěži, v letech 2018 a 2022. V roce 2022 se stal mistrem Maďarska v šavli jednotlivců.
Je synovcem politika a bývalého šermíře György Gémesiho.